# Nabih Saleh
Nabih Saleh (en árabe: النبيه صالح) es una isla de Baréin en el Golfo Pérsico. Se encuentra en la bahía de Tubli, al este de la isla de Baréin. Se conecta a la isla de Baréin y Sitra a través de la Calzada de Sitra. Esta isla originalmente como Sitra, estaba cubierta de granjas y plantaciones de palmeras datileras, pero ahora sufre de la deforestación masiva. La mayoría de la población es musulmana chiita de etnia Baharna.
La isla lleva el nombre de un musulmán chiita, el jeque Saleh que solía vivir en ella. Su tumba en la isla es visitada cada día por cientos de devotos de la región.